# Цебрій Олександр Володимирович
Олекса́ндр Володи́мирович Цебрій (4 червня 1974, м. Умань, Черкаська область, УРСР — 24 липня 2024) — український підприємець та громадський діяч, міський голова Умані у 2015—2020 роках, військовослужбовець Збройних Сил України, учасник російсько-української війни, що загинув у ході російського вторгнення в Україну. Герой України (посмертно, 2024).

## Життєпис
Народився 4 червня 1974 року в місті Умані. У 1992 році закінчив Уманську філію Черкаського КЕПК. Протягом 1996—2004 років займався підприємницькою діяльністю. У 2005—2014 роках очолював ТОВ «Круїз-Авто».
18 березня 2014 року обраний секретарем Уманської міської ради. З 30 травня 2014 року по 18 листопада 2015 року виконував обов'язки Уманського міського голови.
2015 року закінчив Уманський педагогічний університет, здобувши ступінь магістра з економіки підприємства.

## Політика й громадська діяльність
Був засновником міської ГО автовласників «Умань», членом ГО «Рідна Умань», член ревізійної комісії об'єднання «Клуб мерів».
Протягом 2010—2014 років був депутатом та головою постійної комісії з питань розвитку виробництва, підприємництва, інвестиційної та зовнішньоекономічної політики Уманської міськради VI скликання.
25 жовтня 2015 року обраний мером Умані. 18 листопада приступив до виконання обов'язків.
У серпні — вересні 2020 року виступав проти масового паломництва хасидів до Умані через пандемію COVID-19, вживав радикальних заходів, зокрема заборону в'їзду до міста.
Був одним з керівників партії Пропозиція, планував брати участь у місцевих виборах мера Умані 25 жовтня 2020 року, але місцева ТВК зняла його з виборів. Також, за його словами, територіальна виборча комісія зареєструвала двох «клонів» Цебрія.

## Військова служба
Під час російського вторгнення в Україну проходив військову службу у складі 58 ОМПБр, 2-й стрілецький батальйон, молодший сержант. Командир кулеметного взводу, кулеметник, штурмовик.
Загинув 24 липня 2024 року під час штурму ворожих позицій на Донеччині внаслідок поранень від ураження мінометом. В результаті штурмових дій його група захопила позицію.
Похований 27 липня 2024 року на Алеї Героїв Софіївської Слобідки в Умані.

## Нагороди
- Звання Герой України з удостоєнням ордена «Золота Зірка» (5 грудня 2024, посмертно) — за особисту мужність і героїзм, виявлені у захисті державного суверенітету та територіальної цілісності України, самовіддане служіння Українському народові[8];
- орден «За мужність» III ступеня (7 березня 2024) — за особисту мужність, виявлену у захисті державного суверенітету та територіальної цілісності України, самовіддане виконання військового обов'язку[9].
- Почесний хрест «Честь і слава»
- Медаль «За сумлінну службу».

## Вшанування пам'яті
В Умані 19 липня відбувся велопробіг пам'яті Героя України, ексмера міста Олександра Цебрія. Під час заходу на Алеї Героїв відкрили меморіальну дошку в пам'ять про загиблого.
У французькому місті Рюмії-сюр-Сен відкрили стадіон на честь загиблого на російсько-українській війні ексмера Умані Олександра Цебрія.